# Hispo pullata
Hispo pullata là một loài nhện trong họ Salticidae.
Loài này thuộc chi Hispo. Hispo pullata được Fred R. Wanless miêu tả năm 1981.